# Euxoa melanophila
Euxoa melanophila är en fjärilsart som beskrevs av Karl Schawerda 1925. Euxoa melanophila ingår i släktet Euxoa och familjen nattflyn. Inga underarter finns listade i Catalogue of Life.